# Glerá

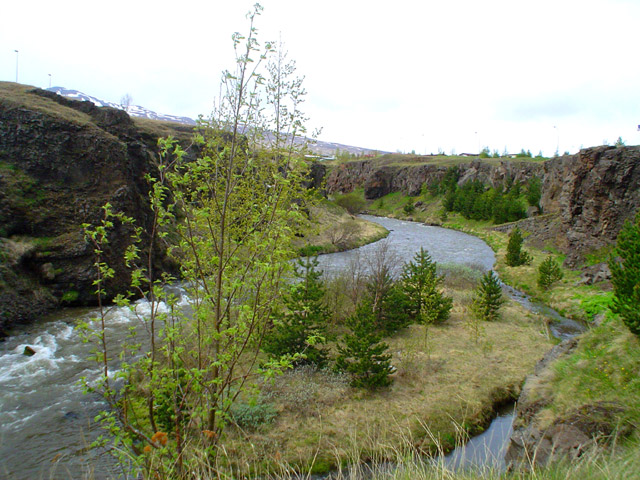
De Glerá rivier nabij Akureyri

De Glerá is een rivier in het noorden van IJsland. De naam Glerá betekent Glasrivier. De rivier stroomt door de stad Akureyri om daar uit te monden in de Eyjafjörður fjord. Ze vormde daar de zandbank Oddeyri.
De Glerá was van belang in het begin van de industriële tijd in Akureyri, toen ze werd afgedamd om elektriciteit op te wekken. De krachtcentrale werd afgebroken, maar de dam is er nog steeds. Vroeger scheidde de rivier de stad Akureyri van het vroegere dorp Glerá, dat ten noorden van de rivier ligt. Tegenwoordig is het dorp echter samengegroeid met de stad. Vandaag wordt de wijk ten noorden van de rivier Glerárhverfi, IJslands voor Gleráwijk of Þorpið (Het dorp), genoemd en meer dan 7000 van de 16000 inwoners woont hier.